# جرمو مانينين
جرمو مانينين (بالفنلندية: Jarmo Manninen)‏ هو لاعب كرة قدم فنلندي في مركز الهجوم، ولد في 11 مارس 1951 في بوري في فنلندا. شارك مع منتخب فنلندا لكرة القدم. أما مع النوادي، فقد لعب مع نادي توركو ونادي جاز.

## وصلات خارجية
- جرمو مانينين على موقع ناشيونال فوتبول تيمز (الإنجليزية)
- جرمو مانينين على موقع عالم كرة القدم.نت (الإنجليزية)